# Турочак
Турочак (алт. Турачак) — село в Республике Алтай России. Административный центр Турочакского района и Турочакского сельского поселения. Основано в 1864 году в ходе Алтайской духовной миссии.

## Этимология
Название переводится с алтайского как «маленькая избушка, стоянка, домик» («тура» — изба, дом; «чак» — уменьшительно-ласкательный суффикс).
Также может обозначать «городок». (Тура — в алт. «город». Примеры: Аба-Тура (Кузнецк), Чат-Тура (Чатское городище), Чинги-Тура (некогда столица Сибирского Ханства и так далее)

## География
Село располагается в 190 км к юго-востоку от Бийска и в 78 км севернее села Артыбаш, в 150 километрах от города Горно-Алтайска, в межгорной долине у подножия горы Салоп между рекой Бией и её правым притоком рекой Лебедь.

## Климат
Ввиду вторжений очень холодного воздуха («низовки») из Сибири зимой, а также «скатывания» холодного воздуха с Алтайских гор ночью, климат Турочака довольно суров: средняя температура января здесь составляет −19,7 °C.
| Показатель                    | Янв.  | Фев.  | Март  | Апр. | Май  | Июнь | Июль | Авг. | Сен. | Окт. | Нояб. | Дек.  | Год  |
| ----------------------------- | ----- | ----- | ----- | ---- | ---- | ---- | ---- | ---- | ---- | ---- | ----- | ----- | ---- |
| Средний суточный максимум, °C | −9,9  | −4,9  | 3,6   | 11,2 | 19,2 | 24,3 | 26,4 | 23,4 | 18,1 | 8,6  | −1,5  | −8,4  | 9,2  |
| Средний суточный минимум, °C  | −24,3 | −22,7 | −14,9 | −4,2 | 3,5  | 9,1  | 11,9 | 10,0 | 4,3  | −2,5 | −12,7 | −20,8 | −5,3 |
| Норма осадков, мм             | 33    | 33    | 35    | 55   | 86   | 91   | 96   | 92   | 76   | 82   | 64    | 53    | 796  |
| Источник: Гидрометцентр       |       |       |       |      |      |      |      |      |      |      |       |       |      |

## Население
| 1939  | 1959  | 1970  | 1979  | 1989  | 2002  | 2010  | 2011  | 2012  |
| ----- | ----- | ----- | ----- | ----- | ----- | ----- | ----- | ----- |
| 2052  | ↗3331 | ↗3633 | ↗4325 | ↗5080 | ↗5484 | ↗5582 | ↗5592 | ↗5661 |
| 2013  | 2014  | 2015  | 2016  | 2021  |       |       |       |       |
| ↗5709 | ↘5625 | ↗5701 | ↗5715 | ↘5250 |       |       |       |       |

## Управление и инфраструктура
В Турочаке функционируют здания районной администрации, суда и военкомата.
В селе действует автовокзал, магазины, рынок, художественный салон. В 2008 году открыта автомобильная дорога, связавшая Турочак с Таштаголом.

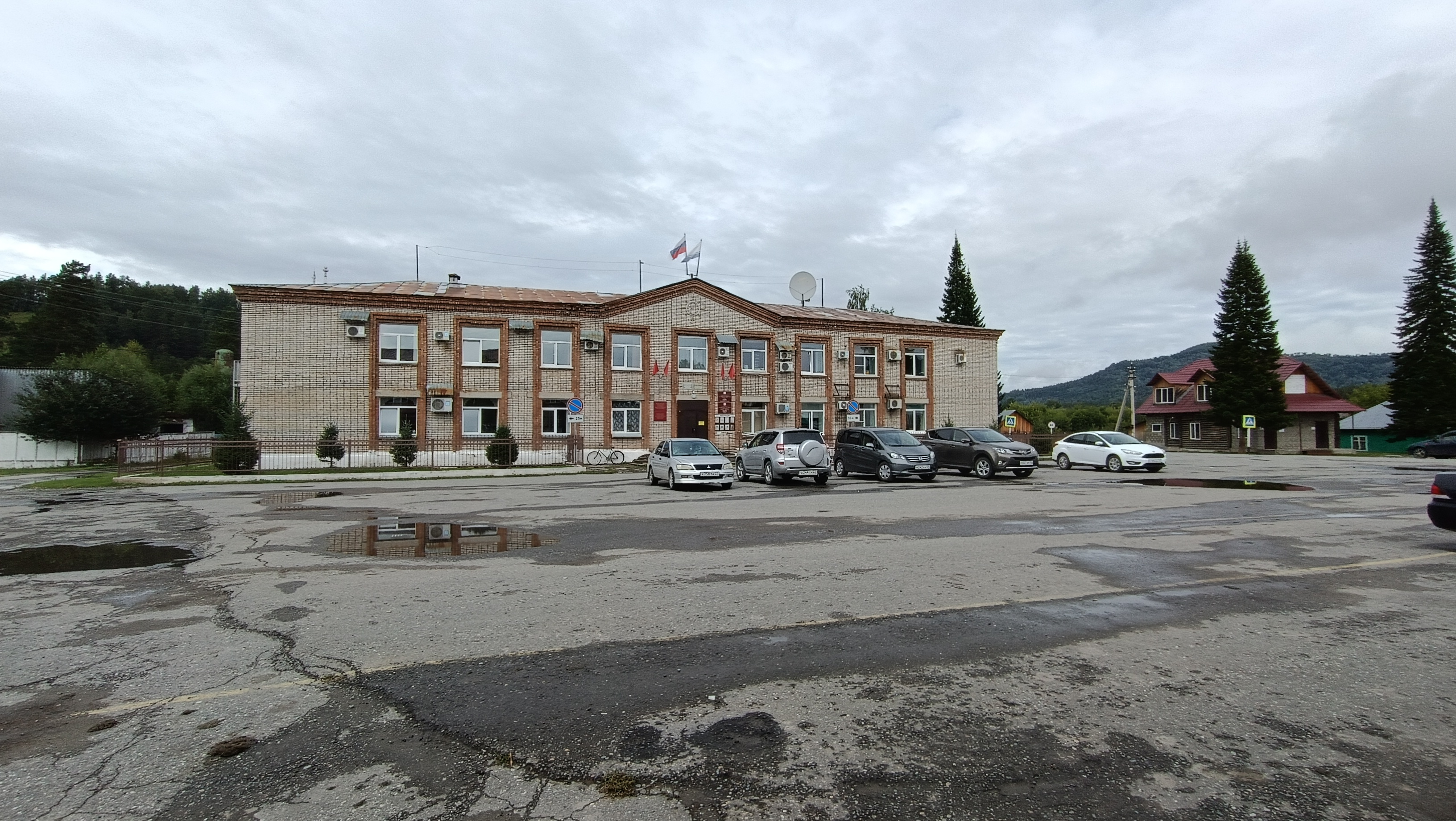
Здание районной администрации
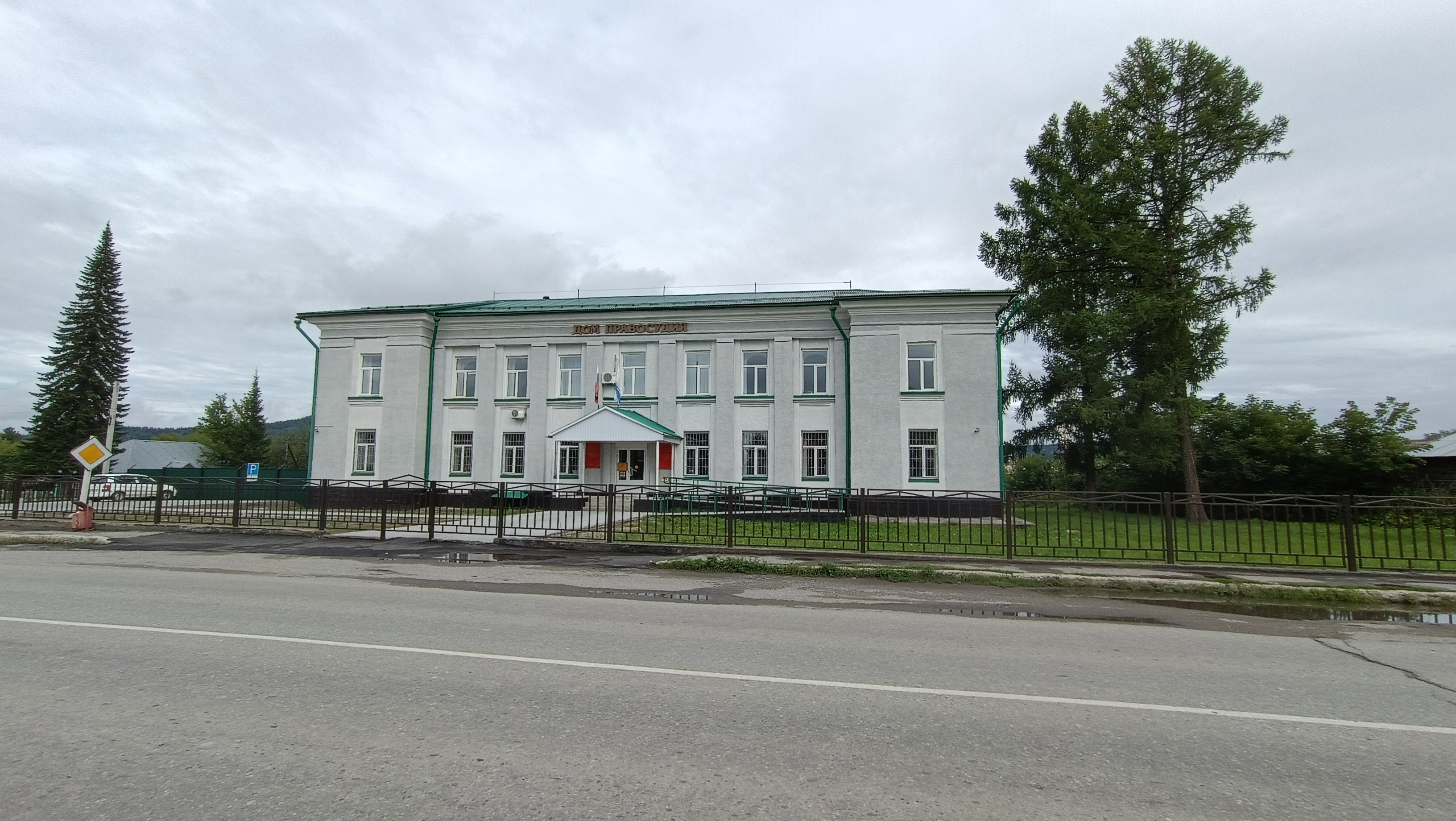
Здание районного суда
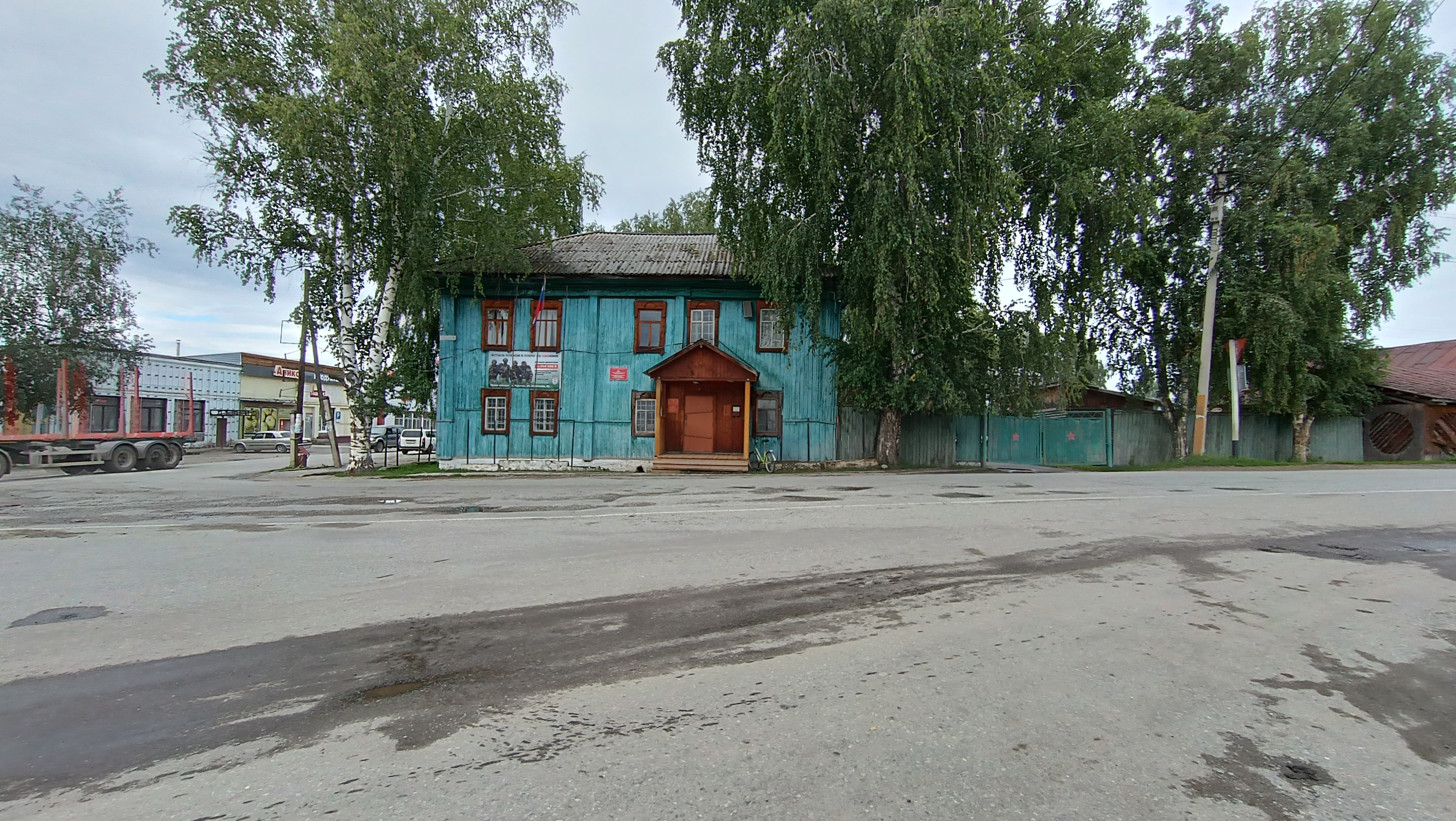
Здание районного военкомата
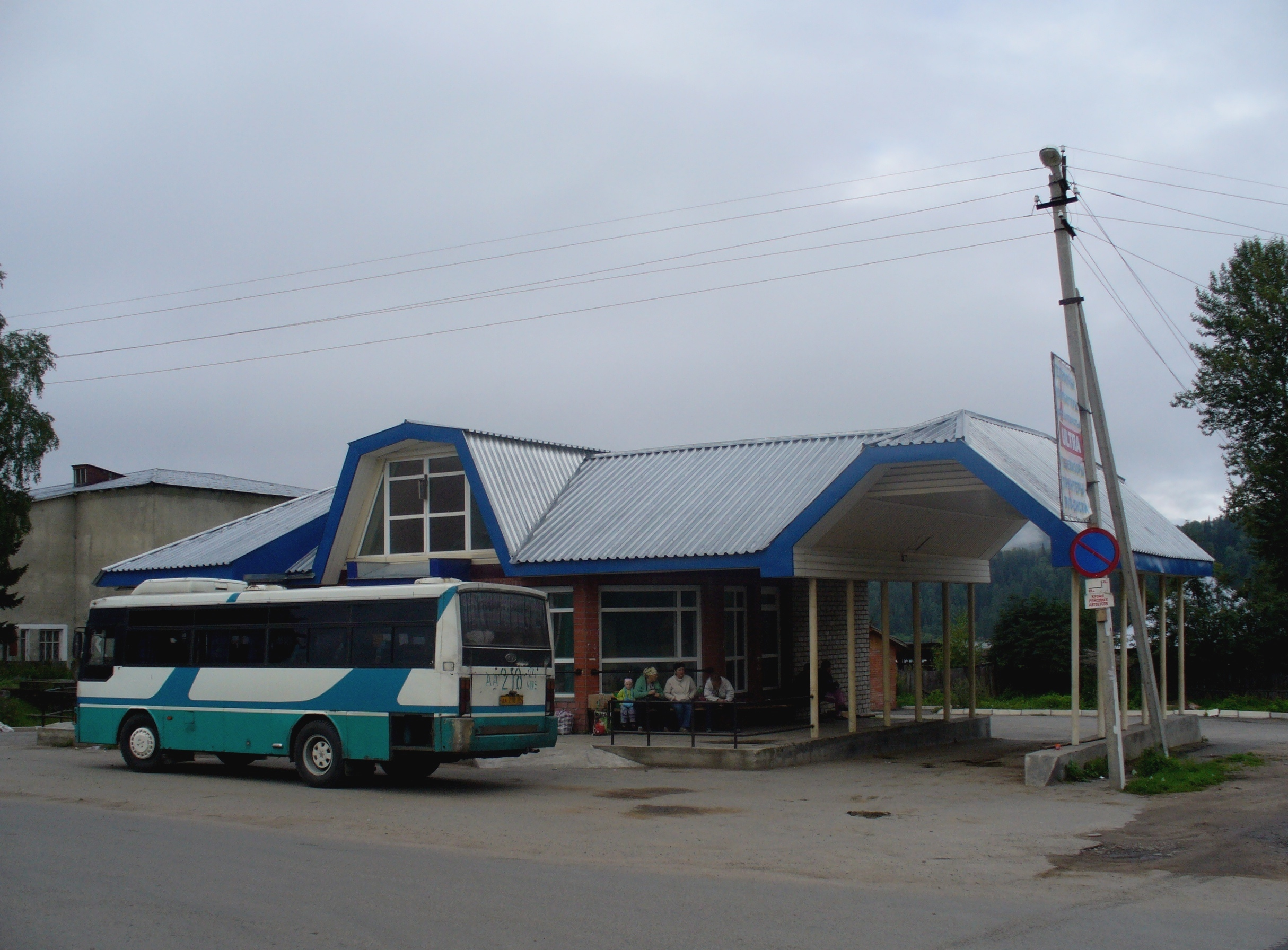
Автовокзал

## Достопримечательности
В окрестностях села была обнаружена древняя писаница, части которой были использованы для оформления краеведческого музея в Горно-Алтайске.
Писаница расположена на левом берегу реки Бия, в 5 километрах от села. Наскальные рисунки представляют собой изображение лосей, нанесенных минеральной краской охрой.
На правом берегу реки Бия, в центре села Турочак расположен водоворот или улово Кружило. Водоворот не представляет опасности для лодок или катеров, но может представлять сложность для прохождения плотов и пловцов, принимая во внимание низкую температуру воды даже в летние месяцы. Гранитный выход правого берега, имеющий необычные обработанные водой выступы, отстающие на несколько метров к центру форватера реки, получил наименование Камень Любви. Популярное место отдыха для туристов и местных жителей.
Через 2 километра от Турочака, ниже по течению реки Бия, расположен порог - Кипяток. В этом месте течение реки меняет направление и вода, разбиваясь о камни, создает впечатление кипения.
В 17 километрах по автодороге в сторону Бийска, ниже по течению реки, на правом берегу реку расположена скала Иконостас. В центре скалы на высоте 40 м турочакским художником И. Сычевым был высечен барельеф Ленина. Барельеф хорошо просматривается как с воды так и с автодороги.

## Известные жители
В 1941-1943 году в Турочаке, вместе с матерью и сестрой, проживал Войцех Ярузельский, будущий видный политический деятель, президент республики Польша.
Вялков, Василий Михайлович (исполнитель народных и авторских песен, заслуженный артист Республики Алтай. Руководитель фольклорного ансамбля «Ярманка», автор идеи и организатор республиканского фестиваля «Родники Алтая» и межрегионального этнического праздника «Купальская ночь».) годы жизни: 1 октября 1964г. -  9 января 2009г.

## Галерея

Виды села
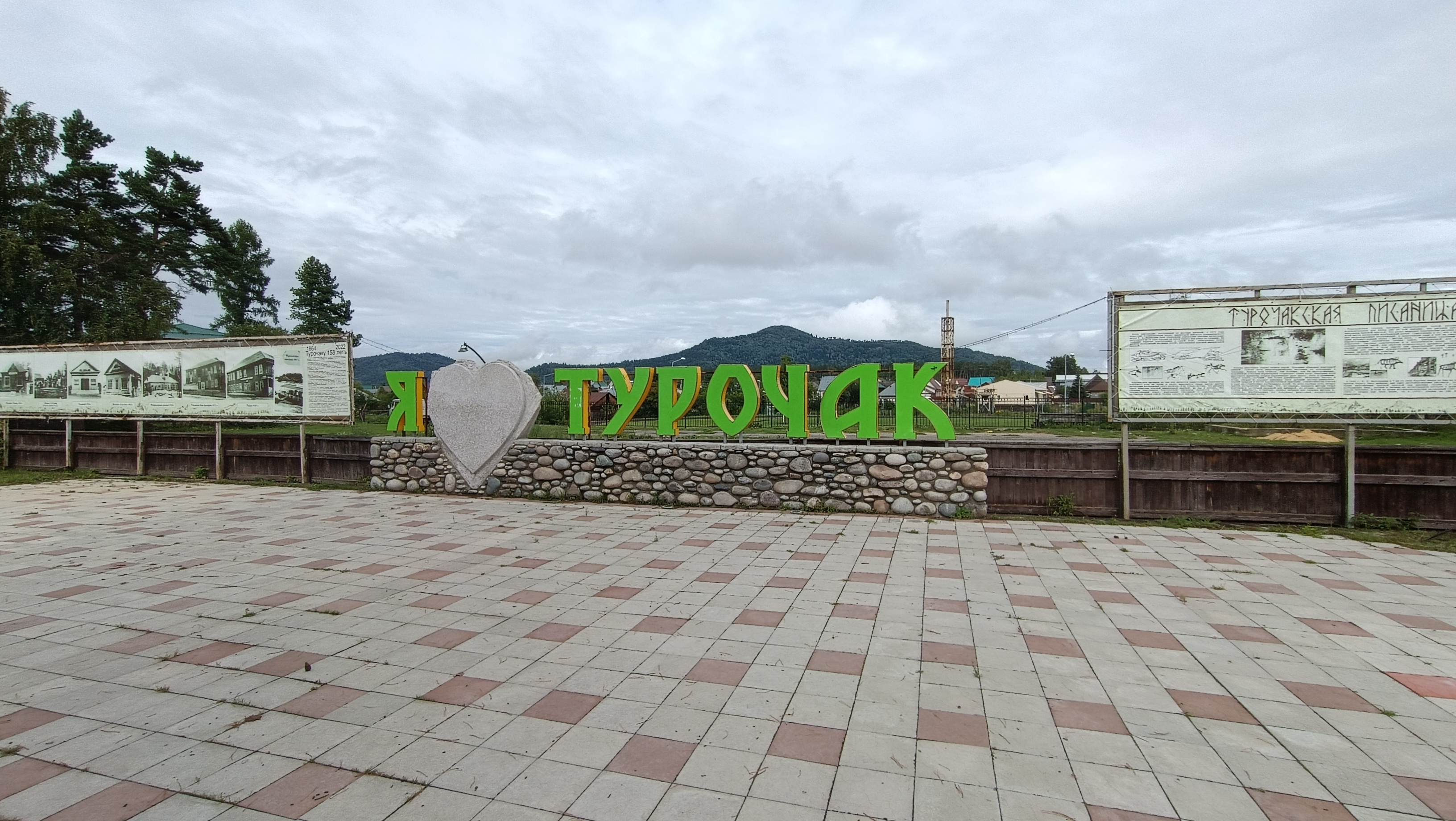
Турочак
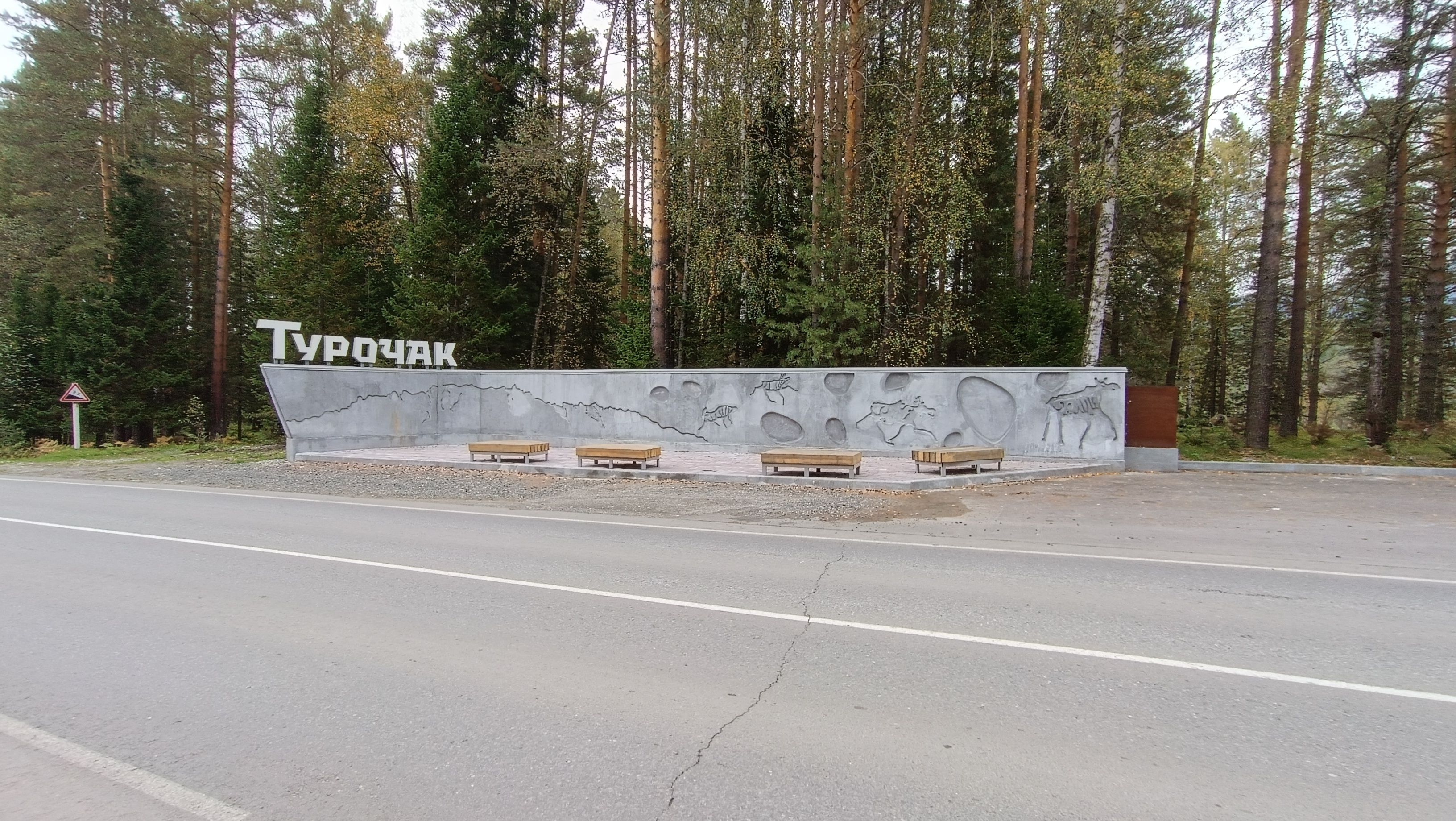
Стела
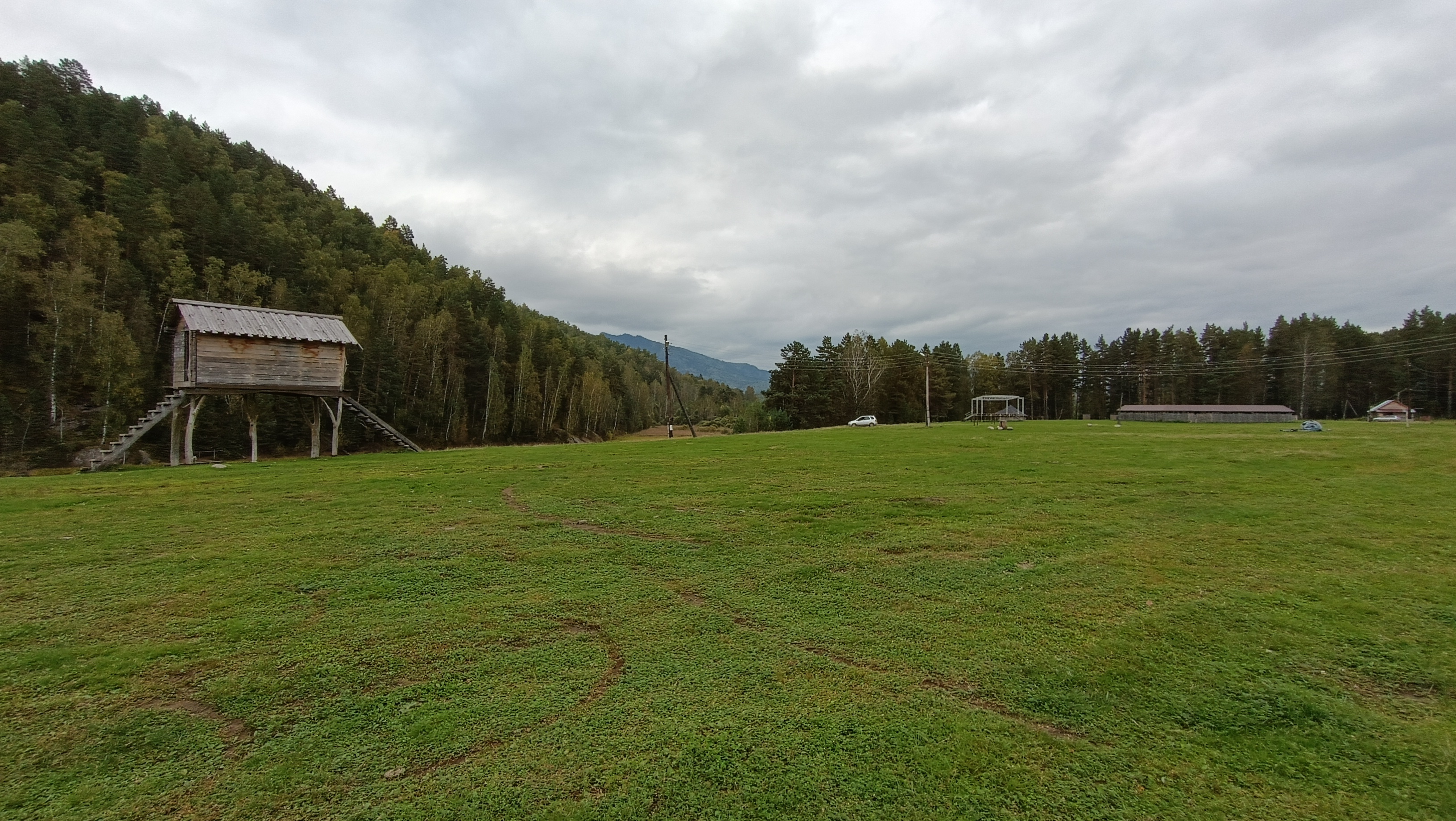
Вид
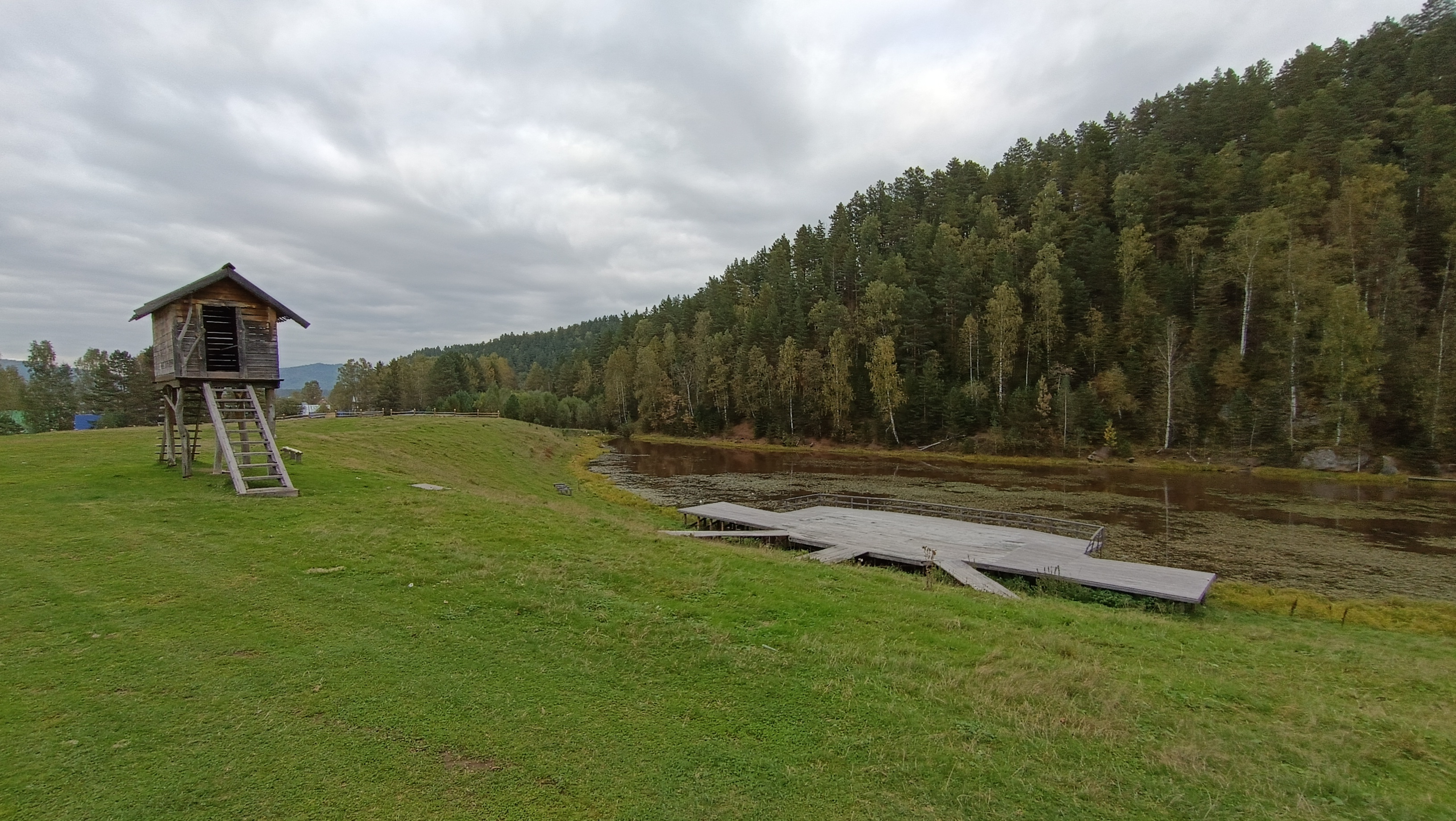
Вид
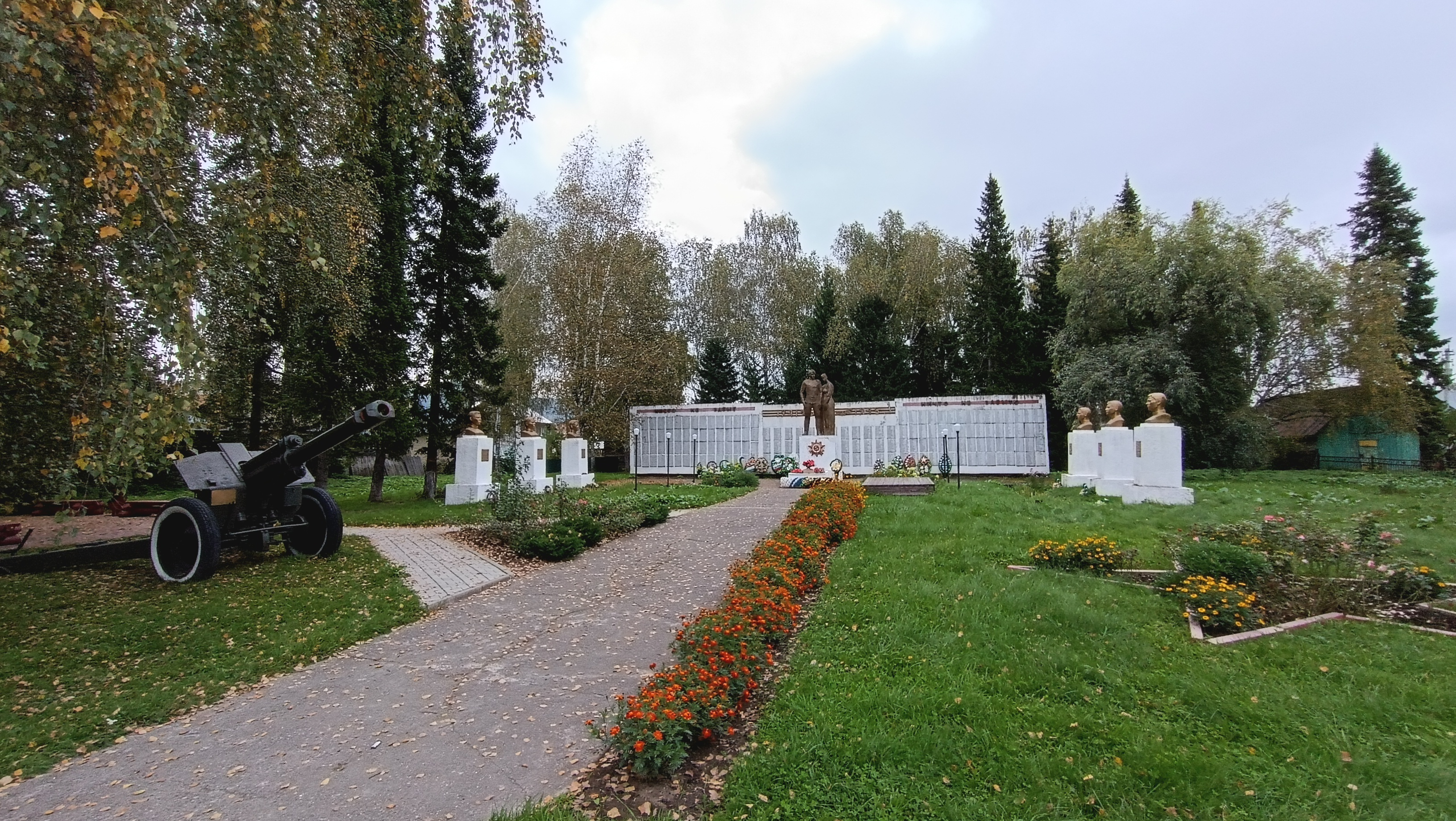
Парк
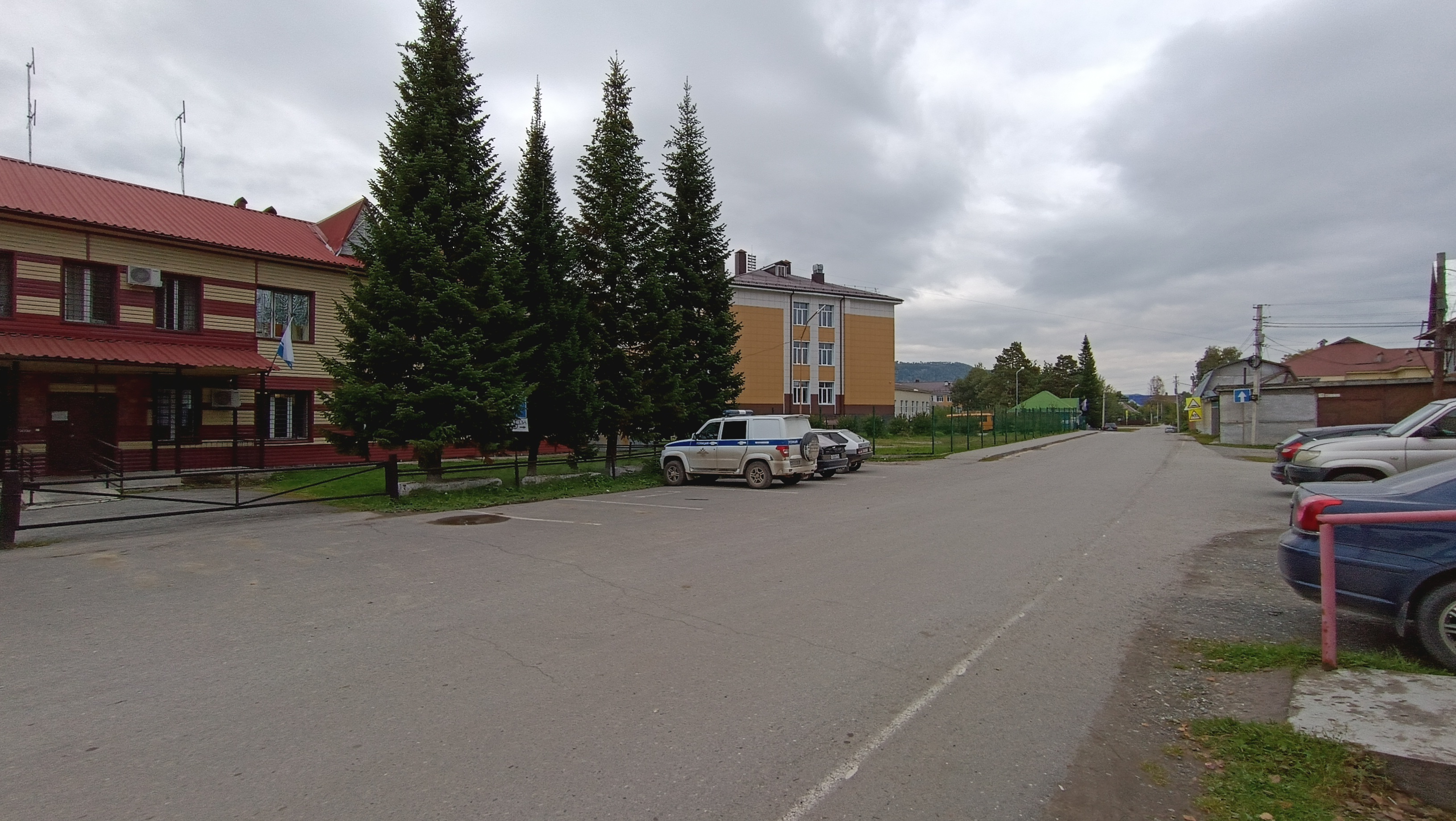
Улица

## Радиовещание
- 66,02 МГц «Радио России» / ГТРК «Горный Алтай» (Молчит);
- 68,72 МГц Радио Маяк (Молчит)
- 103,8 МГц «Радио России» / ГТРК «Горный Алтай»